# Ahmadou Lamine Ndiaye
Pour les articles homonymes, voir Ndiaye.
Ahmadou Lamine Ndiaye (né le 20 mai 1937) est un ancien professeur de sciences vétérinaires du Sénégal qui a occupé de nombreux postes administratifs supérieurs dans des institutions et organisations éducatives africaines. Il est président de l'Académie africaine des sciences de 2011 à 2014.

## Naissance et formation
Ahmadou Lamine Ndiaye est né le 20 mai 1937 à Saint-Louis au Sénégal. Il fréquente le lycée Faidherbe de Saint-Louis pour ses études secondaires entre 1950 et 1957. Il étudie au Lycée Marcelin Berthelot de Saint-Maur-des-Fossés, en France, pendant un an, puis il est admis à l'École nationale vétérinaire de Lyon, où il étudie de 1958 à 1962. En 1963, il obtient les diplômes de la Faculté de Médecine de Lyon, de l'Institut national agronomique de Paris et de l'Institut d'élevage et de médecine vétérinaire des pays tropicaux. 

## Carrière d'enseignant
Ndiaye travaille au Centre de recherche en sciences animales de Dahra, au Sénégal, de 1963 à 1967, tout en effectuant un stage au Centre national de recherche agronomique de Jouy-en-Josas, en France, dans la section génétique. En 1967, il devient maître de conférences à l'université Cheikh-Anta-Diop de Dakar. En 1971, il devient maître de conférences stagiaire en nutrition alimentaire à l'École nationale vétérinaire d'Alfort en France. En 1974, il devient membre de cet institut et maître de conférences à l'Ecole Inter-Etats des Sciences vétérinaires et de médecine de Dakar. De 1976 à 1986, il est le premier directeur africain de l'école de l'université Cheikh Anta Diop de Dakar. En 1977, il est nommé professeur de nutrition animale, poste qu'il occupe jusqu'en 1988. 

## Autres postes
Ndiaye est conseiller du Président de la république du Sénégal de 1988 à 1990. En janvier 1990, il est nommé recteur de l'université Gaston-Berger de Saint-Louis, deuxième université du Sénégal, occupant ce poste jusqu'en novembre 1999. Il est ensuite ministre et conseiller spécial du président de la République pendant quelques mois. 
Ndiaye est membre du Conseil exécutif de l'Association des universités africaines de 1997 à 2005 et il est pendant un certain temps président de cette association. Il est le premier président du Comité régional africain chargé de suivre la Conférence mondiale sur l'enseignement supérieur (2000-2001). En 2002, il devient membre du Conseil scientifique de la Banque mondiale pour la réforme des formations externes pour l'enseignement supérieur, et également président du Groupe de travail pour la revitalisation de l'Institut des ressources naturelles en Afrique. Parmi les autres postes occupés, figure celui de membre de l'Académie des sciences du monde en développement et de membre fondateur de l'Académie nationale des sciences et technologies du Sénégal (ANSTS). En février 2011, Ndiaye est élu président de l'ANSTS, en remplacement du professeur Souleymane Niang récemment décédé. 
Ndiaye est nommé président du Panel de haut niveau créé en 2009 par l'Union africaine pour créer l'université panafricaine (en) (UPA). L'UPA est un réseau d'universités à travers l'Afrique qui promeut l'enseignement scientifique et la recherche postuniversitaires, la mobilité des étudiants et des enseignants entre les établissements et la normalisation des qualifications, avec cinq centres d'excellence régionaux chacun se concentrant sur un domaine scientifique différent. Le 28 février 2011, Ndiaye est nommé président de l'Académie africaine des sciences (AAS) basée à Nairobi, au Kenya, pour un mandat de trois ans. Il est le premier francophone à occuper ce poste depuis la création de l'AAS en 1985. Ndiaye déclare qu'il souhaite rajeunir l'AAS et estime que les conditions sont favorables. Son objectif est d'ouvrir des centres d'excellence sur le continent où les francophones et les anglophones pourraient travailler sur des programmes de recherche communs. 

## Travaux et reconnaissance
Ndiaye écrit plus d'une centaine d'articles, papiers et rapports scientifiques, notamment dans les domaines de la nutrition et de l'enseignement supérieur. Il est également l'auteur de plus d'une trentaine de rapports, dont celui commandé par l'UNESCO en 2009 sur le projet de l'Université panafricaine. Il est Officier de l'Ordre du Mérite agricole de France, Officier de l'Ordre national de Côte d'Ivoire, Chevalier de l'Ordre national du Lion du Sénégal et Grand Officier de l'Ordre du Mérite du Sénégal. 